# Platychelus cicatrix
Platychelus cicatrix är en skalbaggsart som beskrevs av Hermann Burmeister 1844. Platychelus cicatrix ingår i släktet Platychelus och familjen Melolonthidae. Inga underarter finns listade i Catalogue of Life.